# Néville
Néville és un municipi francès situat al departament del Sena Marítim i a la regió de Normandia. L'any 2007 tenia 1.102 habitants.

## Demografia

### Població
El 2007 la població de fet de Néville era de 1.102 persones. Hi havia 416 famílies de les quals 100 eren unipersonals (28 homes vivint sols i 72 dones vivint soles), 132 parelles sense fills, 156 parelles amb fills i 28 famílies monoparentals amb fills.
La població ha evolucionat segons el següent gràfic:
Habitants censats

### Habitatges
El 2007 hi havia 552 habitatges, 420 eren l'habitatge principal de la família, 106 eren segones residències i 27 estaven desocupats. 549 eren cases i 3 eren apartaments. Dels 420 habitatges principals, 263 estaven ocupats pels seus propietaris, 152 estaven llogats i ocupats pels llogaters i 4 estaven cedits a títol gratuït; 6 tenien una cambra, 17 en tenien dues, 58 en tenien tres, 126 en tenien quatre i 212 en tenien cinc o més. 373 habitatges disposaven pel capbaix d'una plaça de pàrquing. A 180 habitatges hi havia un automòbil i a 199 n'hi havia dos o més.

### Piràmide de població
La piràmide de població per edats i sexe el 2009 era:
| Homes | Edats   | Dones |
| ----- | ------- | ----- |
| 0     | 95 o +  | 0     |
| 0     | 90 a 94 | 0     |
| 8     | 85 a 89 | 12    |
| 12    | 80 a 84 | 16    |
| 4     | 75 a 79 | 16    |
| 12    | 70 a 74 | 20    |
| 20    | 65 a 69 | 24    |
| 20    | 60 a 64 | 20    |
| 20    | 55 a 59 | 4     |
| 36    | 50 a 54 | 28    |
| 52    | 45 a 49 | 32    |
| 68    | 40 a 44 | 48    |
| 20    | 35 a 39 | 52    |
| 40    | 30 a 34 | 32    |
| 24    | 25 a 29 | 40    |
| 32    | 20 a 24 | 28    |
| 64    | 15 a 19 | 36    |
| 68    | 10 a 14 | 60    |
| 32    | 5 a 9   | 40    |
| 28    | 0 a 4   | 32    |

## Economia
El 2007 la població en edat de treballar era de 729 persones, 482 eren actives i 247 eren inactives. De les 482 persones actives 426 estaven ocupades (247 homes i 179 dones) i 56 estaven aturades (18 homes i 38 dones). De les 247 persones inactives 75 estaven jubilades, 64 estaven estudiant i 108 estaven classificades com a «altres inactius».

### Ingressos
El 2009 a Néville hi havia 417 unitats fiscals que integraven 1.090,5 persones, la mediana anual d'ingressos fiscals per persona era de 16.379 €.

### Activitats econòmiques
Dels 13 establiments que hi havia el 2007, 1 era d'una empresa alimentària, 3 d'empreses de construcció, 1 d'una empresa de comerç i reparació d'automòbils, 2 d'empreses d'hostatgeria i restauració, 1 d'una empresa immobiliària, 1 d'una empresa de serveis, 2 d'entitats de l'administració pública i 2 d'empreses classificades com a «altres activitats de serveis».
Dels 3 establiments de servei als particulars que hi havia el 2009, 1 era un guixaire pintor, 1 lampisteria i 1 perruqueria.
L'únic establiment comercial que hi havia el 2009 era una carnisseria.
L'any 2000 a Néville hi havia 11 explotacions agrícoles que ocupaven un total de 574 hectàrees.

## Equipaments sanitaris i escolars
L'únic equipament sanitari que hi havia el 2009 era un hospital de tractaments de mitja durada (seguiment i rehabilitació).
El 2009 hi havia una escola elemental.

## Poblacions més properes
El següent diagrama mostra les poblacions més properes.